# Đĩa tiền hành tinh

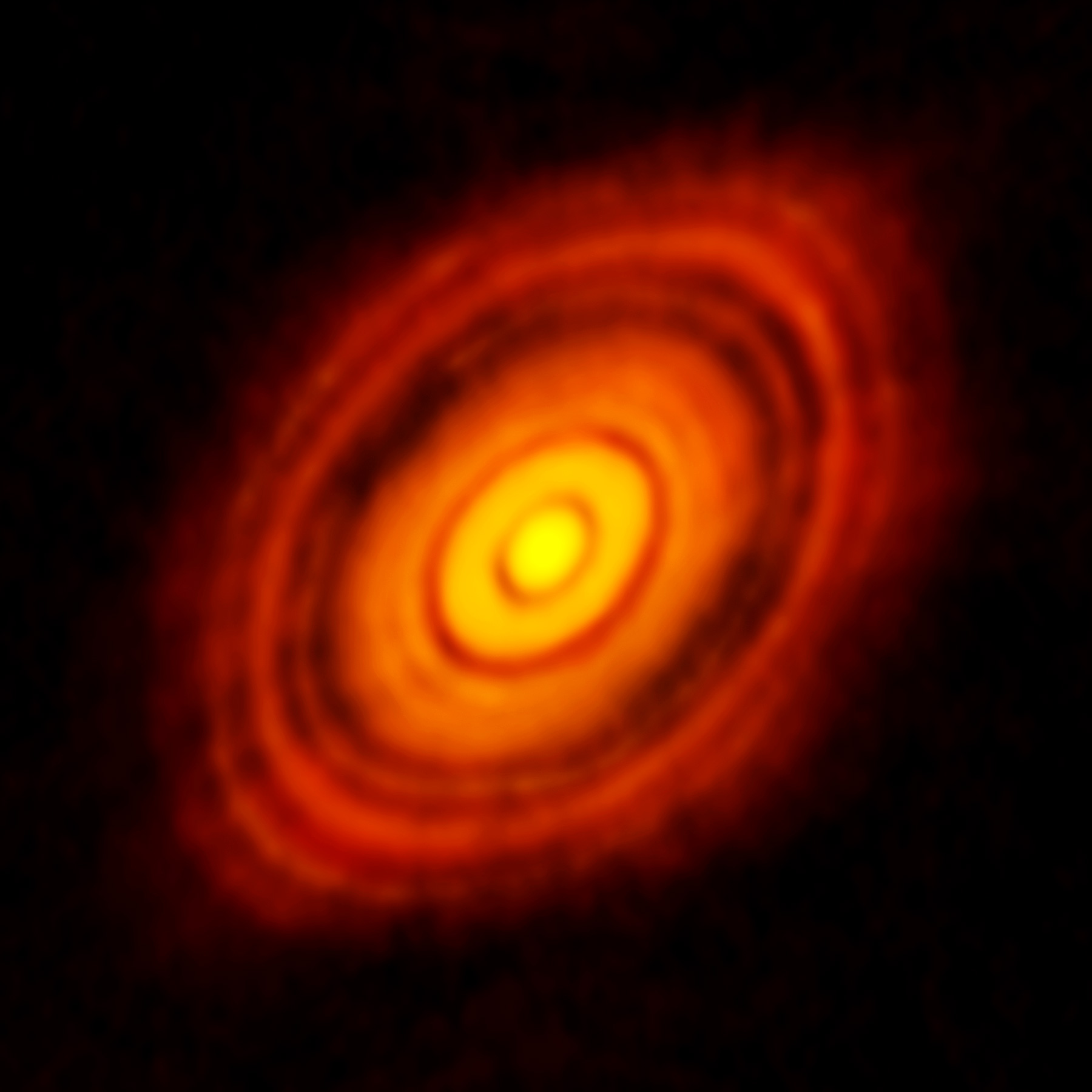
Đĩa tiền Hành Tinh HL Tauri chụp bởi Atacama Large Millimeter Array

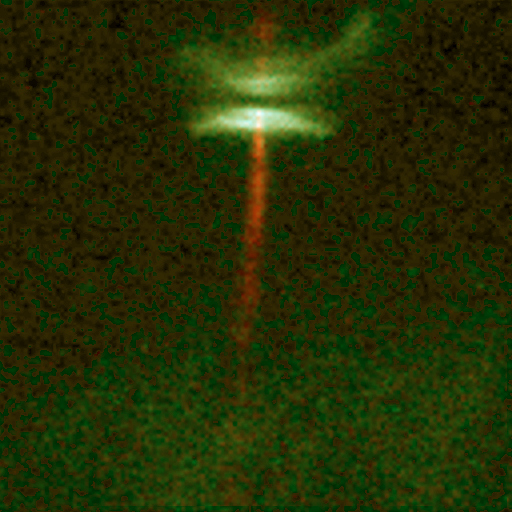
Đĩa tiền hành tinh HH-30 trong chòm Kim Ngưu, cách chúng ta khoảng 450 năm ánh sáng.

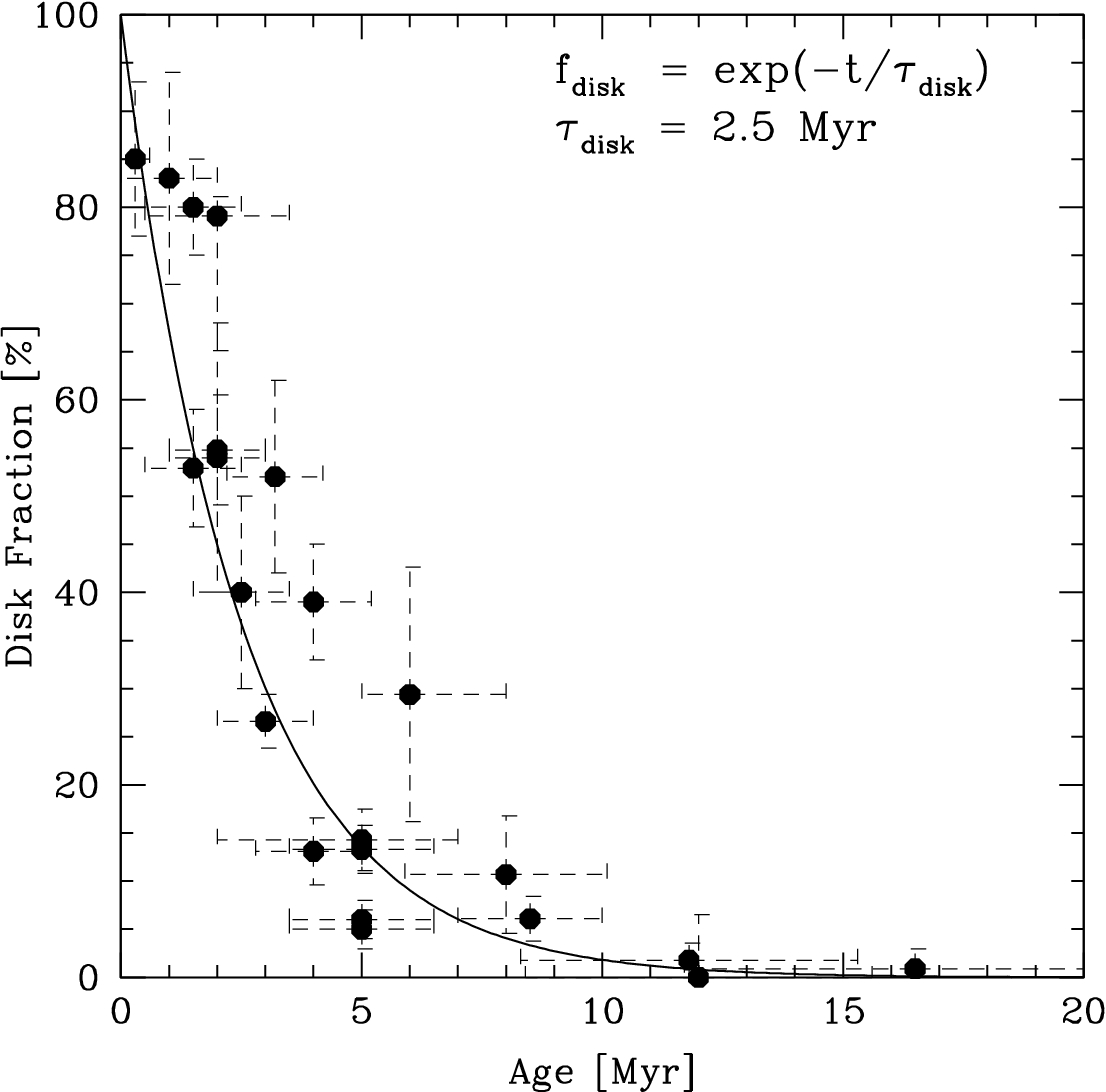
Tỉ lệ các sao có bằng chứng về việc có đĩa tiền hành tinh theo tuổi sao.

Đĩa tiền hành tinh (tiếng Anh: protoplanetary disk) là một đĩa chứa khí đặc quay xung quanh một ngôi sao trẻ mới hình thành, có thể là một sao T Tauri hoặc một sao Herbig Ae/Be. Đĩa tiền hành tinh có thể xem như một dạng đĩa bồi tụ bởi vì vật chất dạng khí của nó từ rìa trong của nó cũng rơi vào bề mặt ngôi sao giống như đĩa bồi tụ. Tuy nhiên, theo giả thuyết tinh vân, một quá trình nữa xảy ra trong đĩa tiền hành tinh là sự kết tụ khí, bụi, các hạt băng nhỏ đã hình thành nên vi thể hành tinh và cuối cùng trở thành các hành tinh, đây được cho là nguồn gốc hình thành nên các hành tinh trong Hệ Mặt Trời.
Một số lý thuyết gần đây, dựa trên quan sát và cả mô phỏng máy tính, cho rằng các phân tử hữu cơ phức tạp, những viên gạch cơ bản của sự sống, có thể hình thành trong các đĩa tiền hành tinh chứa bụi vũ trụ trước khi hình thành Trái Đất.